# Universiteit van Luzern
De Universiteit van Luzern of UniLu (Duits: Universität Luzern) is een kleine Duitstalige universiteit in Luzern, Zwitserland die in 2000 werd opgericht, maar ook gezien kan worden als een voortzetting van een Jezuïetencollege te Luzern gesticht in 1574 door Carolus kardinaal Borromeus. De universiteit valt onder het kantonsbestuur Luzern.
De universiteit heeft vier faculteiten en een departement:
Theologie, Cultuur- en Maatschappijwetenschappen, Rechtsgeleerdheid en Bedrijfswetenschappen en Economie aangevuld met het departement Gezondheidswetenschappen en Geneeskunde. Een personeelsstaf van iets meer dan 640 personen waaronder 82 professoren verzorgt onderzoek en onderwijs aan iets meer dan 3.200 studenten.
Tot de eredoctorandi van de instelling behoren Lea Ackermann, Elisabeth Blunschy en Josi Meier.
Het in 2011 ingehuldigde hoofdgebouw van de instelling ligt tussen treinstation Luzern en de oevers van het Vierwoudstrekenmeer.
- Gemeinsame Normdatei: 10007661-0
- Historisch woordenboek van Zwitserland: 048997
- International Standard Name Identifier: 0000 0001 1456 7938
- Library of Congress Control Number: no2003123411
- Nationale Bibliotheek van Tsjechië: kn20120320002
- Nationale Bibliotheek van Israël: 987007605581105171
- Système universitaire de documentation: 098407457
- Virtual International Authority File: 138119522